# Helvella ephippium
Helvella ephippium Lév. – gatunek grzybów z rodziny piestrzycowatych (Helvellaceae).

## Systematyka i nazewnictwo
Pozycja w klasyfikacji według Index Fungorum: Helvella, Helvellaceae, Pezizales, Pezizomycetidae, Pezizomycetes, Pezizomycotina, Ascomycota, Fungi.
Po raz pierwszy takson ten opisał w 1841 r. Joseph-Henri Léveillé i nadana przez niego nazwa jest ważna do dzisiaj.
Ma 7 synonimów. Niektóre z nich:
- Helvella murina (Boud.) Sacc. & Traverso 1910
- Leptopodia murina Boud. 1907[2].

## Morfologia
Owocnik
Składający się z kapelusza i trzonu. Kapelusz o średnicy 2–4 (5) cm, siodłowaty z podwiniętym brzegiem, dwuklapowy. Płodna powierzchnia górna gładka, jasnobrązowa, brązowa, czarnobrązowa, szarobrązowa, niebieskoszara, ciemniejąca z wiekiem, drobnoziarnista, sterylna powierzchnia dolna drobnoziarnista do gruboziarnistej, drobno filcowata, początkowo biaława, później szarobrązowa do jasnobrązowej, zawsze jaśniejsza niż górna. Trzon o wysokości 4–5 (7) cm i średnicy 0,2–0,5 (0,7) cm, cylindryczny, białawy do żółtawego lub szary do brązowoszarego, bez rowków, pełny, zwarty, lekko ziarnisto oprószony. Miąższ cienki, białawy, kruchy, o łagodnym smaku, bez wyraźnego zapachu.
Cechy mikroskopowe
Worki 8-zarodnikowe. Zarodniki białe, 15–21 × 10–12,5 µm, gładkie, z kropelkami oleju.
Gatunki podobne
Helvella albella, Helvella compressa, Helvella elastica, Helvella crispa, Helvella latispora, Paxina queletii, Cudonia circinans.

## Występowanie i siedlisko
Helvella ephippium występuje w Ameryce Północnej, Europie i Azji. W Europie jest szeroko rozprzestrzeniona i podano wiele jej stanowisk od Morza Śródziemnego po środkową część Półwyspu Skandynawskiego. Brak tego gatunku w opublikowanym w 2006 r. wykazie wielkoowocnikowych workowców Polski, ale w późniejszych latach podano wiele jego stanowisk w Polsce.
Grzyb naziemny. Występuje w lasach mieszanych i liściastych, między mchami. Preferuje wilgotne i zacienione miejsca na glebach wapiennych,. Owocniki tworzy od lata do późnej jesieni.